# Chaetostrichella pungens
Chaetostrichella pungens är en stekelart som först beskrevs av Mayr 1904.  Chaetostrichella pungens ingår i släktet Chaetostrichella och familjen hårstrimsteklar. Inga underarter finns listade i Catalogue of Life.